# ظهر الكدية
ظهر الكدية إحدى أحياء الجمهورية التونسية، يقع في ولاية بنزرت.

### مواضيع ذات علاقة
- ولاية بنزرت.